# 中村基樹
中村 基樹（なかむら もとき、1941年7月10日 - ）は福岡県を拠点に活躍するフリーアナウンサー。RKB毎日放送・元アナウンサー・写真家。

## 人物
西南学院大学商学部卒業後の1964年にRKB毎日放送に入社した。大学時代は、グリークラブに所属していた。NHKアナウンサーだった志村正順を憧れの存在として、アナウンサーを志望したという。
RKBアナウンサー時代には、1967年にスタートした、九州初の深夜ワイドラジオ番組『You&Me』のパーソナリティを担当。1975年には、アナウンサーでありながら、地元プロ野球チーム太平洋クラブライオンズ（現・埼玉西武ライオンズ）の球団歌『惚れたぜライオンズ』を歌いレコードを販売している。その後、ラジオの平日帯・朝ワイド番組『中村もときのおはようRKB』や、テレビの平日帯・夕方ワイド番組『夕方放送局 今日もやっぱり基樹です』などを担当した。
1997年に退職した後、KBCラジオ『中村もときの通勤ラジオ』のメインパーソナリティや執筆、写真家として活動。写真では、アナウンサー時代から数々のコンテストで入賞し、個展を開いていた事もあった。暗室を作るために、自宅を増築した事もあったという。
KBCラジオの深夜番組では、ネタにされる事も多かった。最近では、沢田幸二アナのものまねのレパートリーの一つ。また『You&Me』に出演していた時は、同番組のパーソナリティ全員で「風のふくおか」を吹き込んだ事もあった。
レギュラー出演していた番組『中村もときの通勤ラジオ（KBCラジオ/終了）』、『めんたいワイド（福岡放送・月曜コメンテーター/終了）』のそれぞれの時間帯には、かつてRKB局アナ時代に、人気番組（『おはようRKB（RKBラジオ）』『今日もやっぱり基樹です（RKBテレビ）』を担当していた。
特に『めんたいワイド』スタート時には、既に『今日もやっぱり基樹です』のメインキャスターを務めており、『夕方ワイドショー戦争』とも言われたが、RKB定年退職とともに終了。フリーアナウンサーとなった後に、その番組のコメンテーターとして番組にしばらく出演していた。

## RKB時代の担当番組
テレビ
- 夕方放送局 今日もやっぱり基樹です

ラジオ
- You&Me[1]
- RKBモーニングパトロール
- さわやか奥さん
- 歌謡曲ヒット情報
- 土曜ワイドラジオ九州
- 中村もときのおはようRKB[1]

## フリーとなってからの番組
- 中村基樹のやっぱりラジオ（KBCラジオ）
- 中村基樹の言いたかMAX（KBCラジオ）
- 中村もときの通勤ラジオ（KBCラジオ）
- めんたいワイド・月曜コメンテーター（福岡放送）